# 診療報酬
診療報酬（しんりょうほうしゅう、英語: Health care fee）とは、保険診療の際に医療行為等の対価として計算される報酬を指す。
「医師の報酬」ではなく、医療行為を行った医療機関・薬局の医業収入の総和を意味する。医業収入には、医師（または歯科医師）や看護師、その他の医療従事者の医療行為に対する対価である技術料、薬剤師の調剤行為に対する調剤技術料、処方された薬剤の薬剤費、使用された医療材料費、医療行為に伴って行われた検査費用などが含まれる。
日本の保険診療の場合、診療報酬点数表に基づいて計算され点数で表記される。患者はこの一部を窓口で支払い（いわゆる自己負担）、残りは公的医療保険から支払われる。保険を適用しない自由診療の場合の医療費は、診療報酬点数に規定されず、医療機関が価格を任意に設定し、その費用は患者が全額を負担する。

## 支払い制度
- 出来高払い制度 - 日本で実施
- 包括払い制度 - 日本では一部のDPC対象病院にて実施
- 人頭払い制度
- ペイ・フォー・パフォーマンス

## 日本
保険診療機関は実施した診療内容等にもとづき、診療報酬明細書（レセプト）を作成し、公的医療保険に請求するが、明細書の各項目は金額ではなく点数化されている。診療報酬点数は厚生労働省が告示する（健康保険法第76条）。
1点=10円である（平成20年3月5日厚生労働省告示第59号。最終改正令和4年3月4日厚生労働省告示第54号）。医療機関等で保険を使って診断・治療を受ける（保険診療）ときに用いられる医療費計算の体系となっている。診療報酬点数には医科・歯科・調剤の3種類がある。急性期病院で用いる診断群分類点数 （DPC点数表）もある。患者は、診療報酬点数表によって計算されたうちの3割（原則での負担率。公費負担医療制度などにより例外あり）を医療機関等の窓口で支払う。
診療報酬改定の施行時期は、従来4月1日だったが、2024年度から6月1日に変更する厚生労働省案が示され、8月2日に了承された。
- 2006年4月からは保険医療機関が「医療費の内容の分かる領収証」を無料で交付することになっており、患者はこの領収証で診療報酬区分毎の点数を知ることができる。
- 診療報酬は公定価格である。保険診療では診療報酬点数や療養担当規則などの保険診療の基準を守り、保険医療機関で保険医が診療を行う。支払基金や国保連合会が診療報酬明細（レセプト）について、医療内容や点数算定について審査する。レセプト審査で査定（請求診療報酬の増減）が行われ、不備等があるときには返戻（医療機関に診療報酬明細書が差し戻されること）となる。疾病の診断・治療等において患者負担を平等にする役割があり、医療費高騰を防止する役割もある。
- 医療関連サービスや医療資材は医療機関が市場から調達することができ、診療報酬と市場調達の価格差は差益として医療機関の経営に寄与する。

### 日本における問題点

#### 報酬価額
診療報酬は、中央社会保険医療協議会の答申により決定され(健康保険法第82条)、その改定は原則として2年に一度行われている。
- 日本の医療費総額は、経済協力開発機構加盟国中下位に関わらず[2]、世界保健機関から世界一の評価を受けており、国民に平等に広く、安価に医療を提供している。
- 日本医師会、日本歯科医師会を始めとする医療系諸団体は、診療報酬の増額を改定毎に求めている[3]。
- その一方、産経新聞は2009年の論説[4]で、開業医と勤務医の診療報酬配分を見直すことを提言し、中央社会保険医療協議会への日本医師会の大きな影響力を批判している。この批判に対し、日本医師会は産経新聞が「診療報酬＝医師の収入」と誤解していると反論している[5]。

診療報酬は薬価を含めた全体引き上げ率で語られることが多い。しかし増額は患者窓口負担や健康保険保険料上昇になるので、増額より配分の見直しが先決ではないかとの意見がある。これは、収入の低い診療科や勤務医に重点配分して、医師不足を是正しようとの考え方である。厚生労働省による医療経済実態調査によれば、診療科ごとの報酬の格差や開業医と勤務医の収入の格差が存在するとしているが、同調査は収支の定義、調査期間、調査客体選定の公平性など、統計処理上の問題点が数多く指摘されており、このデータを元に議論するのは不適切との批判が多い。
現在の診療報酬体系では診療報酬を上げても「ドクターフィー」と「ホスピタルフィー」の区分けがないので、病院の維持管理(経営管理)(ホスピタルフィー的なもの)に回り、医師の技術部分を評価(ドクターフィー的なもの)することにつながりにくいとの報告や議論がある。

#### 薬価差益
医療機関で処方される医薬品の価格は、診療報酬の薬価として定められている。
院内処方が主流であった時代、診療報酬上の薬価よりも医薬品の実際の納入価格が大幅に安く、これが「薬価差益」と呼ばれ病院の大きな収入確保策となっていた。特に、後発医薬品（当時は「ゾロ」「ゾロ薬」と呼ばれた）は大幅な値引きが行われ、薬価差益が大きくなっていた。このことが多剤併用（いわゆる「薬漬け医療」）の元となり、社会問題ともなっていた。
その後、医薬分業が推進され、更に厚生省の方針により度重なる大幅な薬価引き下げが行われ、実際の納入価格との差が縮小したことにより薬価差益も縮小した。また保険薬局が整備されたことにより調剤報酬は病院経営と切り離された。
これにより、薬価差益の減少傾向は医薬品卸の経営を圧迫することになり、個人薬局が医薬品卸に対して強気に価格交渉を行うことも難しくなった。販売すればするほど損をしてしまう、仕入れ価格が薬価より高くなっている医薬品などもみられる（逆ザヤ）。
小規模薬局では特に、在庫管理の徹底や共同購入の検討など、薬価差益に頼らない経営が求められている。その一方、大規模薬局（チェーン展開などの薬局）では、かつて病院が得ていた薬価差益のメリットを薬局などが享受できる環境となっており、現実には大病院の目の前に立地する門前薬局の乱立を招いただけになった。　結局は医療費を圧迫している指摘もある。

#### 検査差益
医療機関等において患者から採取された検体の検査は、検査ごとに診療報酬が定められている。医療費配分で効率化の余地がある領域の項の中で、医薬品、医療材料、検査等は「もの代」として市場実勢価格を反映して診療報酬が決められる。
多くの検査はその医療機関内で実施されるが、登録衛生検査所や医師会検査センターなどの検査受託機関に検査を外注することもしばしばである 検査外注では、検査受託機関が検査料金を割り引くと保険医療機関のもうけが生じる。これが検査差益である。
日本臨床検査医学会を含む臨床検査関連6団体協議会からは「医療制度改革における検体検査の取扱いに関する要望書」(平成13年12月20日)が出されており、この要望書の中に検査差益の記載がある薬価差益が小さくなるにつれ、その役割が検査差益に移ったのではないかとの指摘がある。一種のゴム風船効果(balloon effect)である。

#### 消費税と診療報酬との関係（控除対象外消費税）
2019年（令和元年）10月1日の消費税の増税（税率10％）に伴う診療報酬の改定で、初診料は60円増の2880円、再診料は10円増の730円となり、患者の窓口負担額も増えることになった。
厚生労働省が2019年（平成31年）2月6日の中央社会保険医療協議会の総会で、診療報酬の見直し案を提示。初再診料や入院料の引き上げが了承された。入院料も、一般病棟の入院基本料の場合230～590円引き上げられた。
ただし、医療機関が医薬品や衛生材料、各種医療機器などを仕入れる際には消費税が含まれているものの、患者が窓口で支払う料金は非課税のため、差額分は医療機関が負担することになる(控除対象外消費税)。他の非課税事業者であれば、この仕入時の税額分を商品価格に転嫁して回収できるが、医療は診療報酬として価格決定されているため転嫁が出来ない。そのため消費増税の際には、医療機関の経営負担を減らすため、都度診療報酬の引き上げが行われているが、８％への引き上げの際の病院補填率は85％となっており、適切には上乗せされていない状態となっている。

## 各国の制度

### 米国
米国の公的医療制度であるメディケアおよびメディケイドについては、連邦政府機関であるメディケア・メディケイドサービスセンター（CMS）が所管している。それらの診療報酬は、CMSが予見定額払い方式（PPS）にて価格を定めており、外来、入院、その他のサービスに適用される。メディケアは米国において最大の医療サービス購入者であるため、市場に対して大きな価格リーダーである。その価格はCMSが様々な医療サービスの労働費および資源コストを分析して決定する。

### 台湾
台湾の医療では包括払い制度、および総額予算支払制度が導入されており、政府が年間の総額医療費を決定し、その予算内で1点あたりの診療報酬金額を調整される。